# 1950 na Alemanha
Esta é uma cronologia dos fatos acontecimentos de ano 1950 na Alemanha.

## Eventos
- 8 de fevereiro: A Câmara do Povo aprova a lei que funda o Ministério de Segurança do Estado na Alemanha Oriental.
- 25 de junho: O VfB Stuttgart sagra-se o campeão de futebol da Alemanha Ocidental ao vencer o Offenbacher Kickers por 2 a 1.
- 6 de julho: O Tratado de Zgorzelec é assinado entre a República Popular da Polónia e a Alemanha Oriental.
- 7 de agosto: A Alemanha Ocidental é admitida no conselho da Europa.[1]
- 13 de setembro: É realizado o primeiro censo demográfico na Alemanha Ocidental.
- 19 de outubro: A primeira eleição geral ocorre na Alemanha Oriental.